# Naura (Golmsdorf)
Naura ist ein Ortsteil der Gemeinde Golmsdorf im Saale-Holzland-Kreis in Thüringen und gehört zur Verwaltungsgemeinschaft Dornburg-Camburg.

## Geographie
Naura liegt am Ausgang des Gleistals in das Saaletal bei 160 m NN. Nördlich vom Dorf erheben sich die bewaldeten Hänge der Gleisberge. Etwa 200 Meter östlicher liegt der Ortsteil Beutnitz und 50 Meter südlich des Flüsschens Gleise liegt der Hauptort Golmsdorf. Durch den Ortsteil Naura führte ein Zweig der mittelalterlichen Handelsverbindung von Erfurt nach Altenburg (jetzt Landesstraße L 2307).

## Geschichte
Am 14. Februar 1321 wurde der Ort erstmals urkundlich genannt.

### Burgruine Bonzig auf dem Berg Bonsig
Nordöstlich über Golmsdorf-Naura befinden sich auf dem Berg Bonsig Reste der mittelalterlichen kleinen Burg Bonzig. Vor der Nordwestseite des Berges verläuft das Langetal. Vor der Südseite verläuft das Gleistal/Gleisetal bei Golmsdorf. Der Sporn mit der Burgruine ist nach Südwesten vorstoßend gelagert.
Die kleine Burgruine ist wenig bekannt.

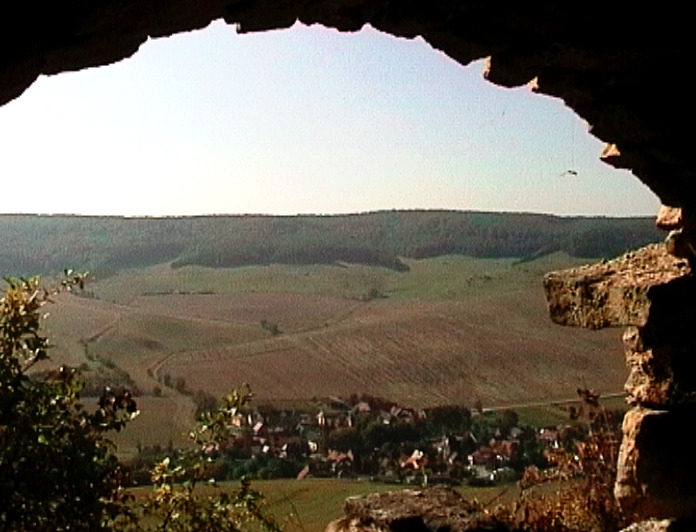
Blick von der Burgruine nach Beutnitz (2001)
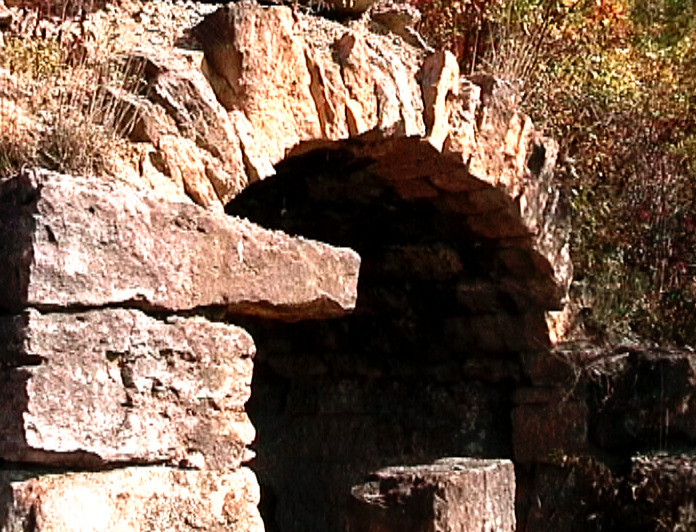
Burgruine Bornzig (2001)
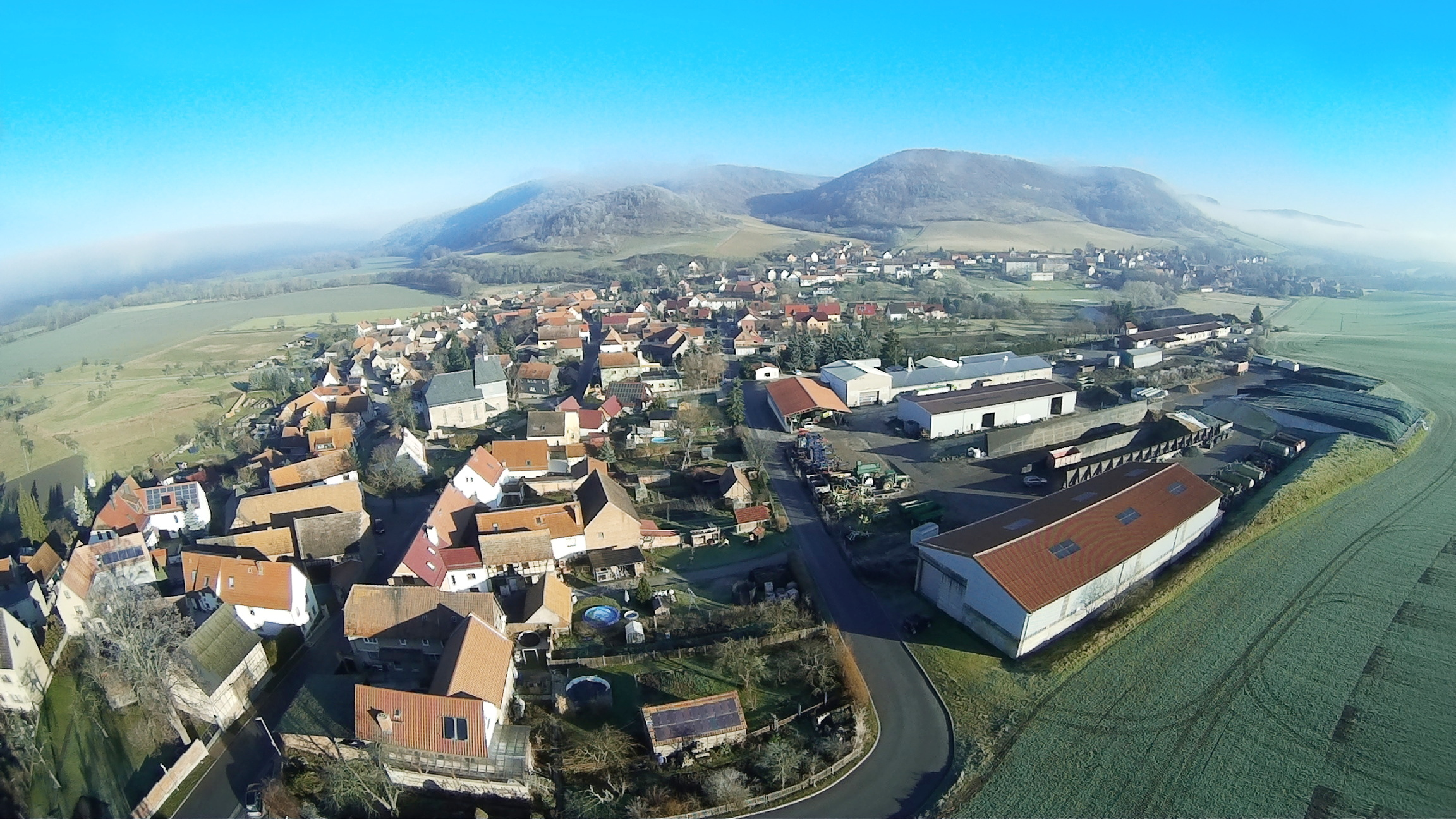
Golmsdorf (2016). Bergsporn des Bonsig in rechter Bildmitte.
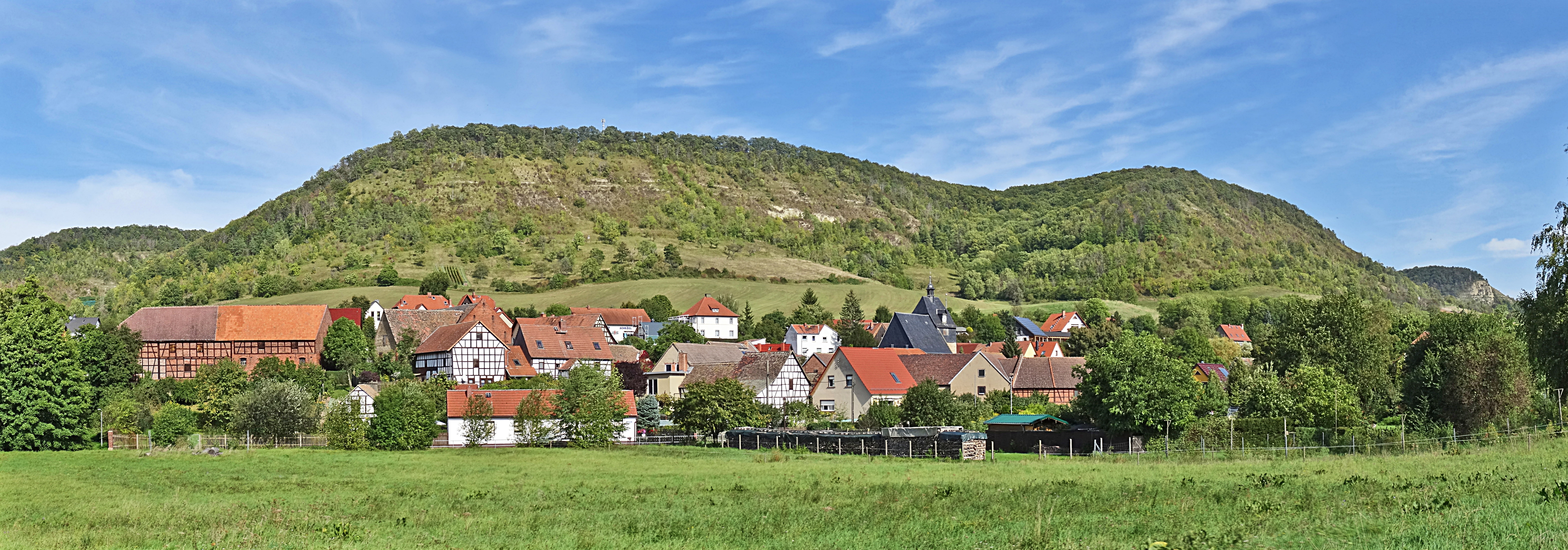
Beutnitz mit dem Berg Bonsig als Teil des Tautenhainer Forstes.(2021)

## Wirtschaft
Der kleine Ort war schon immer mit Golmsdorf und Beutnitz eng verbunden.
Am 2. Oktober 1905 wurde das Eisenbahnteilstück Eisenberg-Porstendorf in Betrieb genommen. Sie führte direkt am Dorf vorbei. 1969 wurde sie eingestellt und ist inzwischen ein beliebter Rad-Wander-Weg als Teil des Thüringer Mühlenradwegs.
Nach der Wende wurde ein Neubaugebiet erschlossen und bebaut.